# Luis Felipe Laverde
Laverde  Jiménez est un nom espagnol. Le premier nom de famille, en général paternel, est Laverde ; le second, en général maternel, souvent omis, est Jiménez.
Luis Felipe Laverde Jiménez, né le 6 juillet 1979 à Urrao (département d'Antioquia), est un coureur cycliste colombien.

## Biographie
En 2001, Luis Felipe Laverde participe aux championnats du monde à Lisbonne au Portugal. Il y prend la 17e place du contre-la-montre des moins de 23 ans et la 20e de la course en ligne de cette catégorie.
Il débute chez les professionnels en 2002 dans la formation Mobilvetta Design-Formaggi Trentini, puis signe en 2003-2004 dans la formation Formaggi Pinzolo Fiave-Ciarrocchi. En 2005, il court pour la formation Ceramica Panaria, devenue CSF Group Navigare en 2008. Il a gagné notamment deux victoires d'étape sur le Tour d'Italie, en 2006 et 2007.
Il rentre en 2009 dans son pays pour devenir un des capitaines de route de la formation Colombia es Pasión. Le 10 avril 2011, il dispute le Tour des Apennins, dans le Passo della Bocchetta, il se retrouve en compagnie de six coureurs avec qui il se dispute la victoire, vingt kilomètres plus loin. Malgré la présence de quatre Androni Giocattoli, Damiano Cunego remporte la course et Laverde finit troisième. En 2012, il intègre le projet Colombia-Coldeportes.

### Saison 2013
Sans résultats probants lors de cette dernière année, il n'est pas conservé dans l'équipe continentale professionnelle du projet. Toutefois, il intègre la seconde formation Coldeportes - Claro, antichambre de la première. Principalement composé de jeunes coureurs, Laverde y a un rôle de capitaine de route et d'encadrement. Il finit les deux premières courses par étapes de la saison dans les dix premiers (neuvième à la Clásica de Rionegro et septième à la Vuelta al Valle). Lors des championnats nationaux, un mois plus tard, il entre également dans les dix premiers du contre-la-montre (septième) et de la course en ligne (dixième).
 Quinze jours plus tard, après maintes tergiversations, la fédération colombienne de cyclisme décide finalement d'envoyer une délégation aux championnats panaméricains de Zacatecas, au Mexique. Laverde est convié, aux côtés d'hommes expérimentés comme Félix Cárdenas ou Walter Pedraza. Avec son compatriote Jonathan Paredes, échappé et futur vainqueur, Laverde termine, dans le peloton qui se dispute la quatrième place, au onzième rang.

## Palmarès
- 1998
  - 2e du championnat de Colombie sur route espoirs
- 2000
  - 3e de la Vuelta al Valle del Cauca
  -  Médaillé de bronze du championnat panaméricain sur route espoirs
- 2001
  -  Champion panaméricain sur route espoirs
  - Tour de Colombie espoirs
  - Circuito Valle del Resco
  - Giro del Basso Nera
  - 2e du Gran Premio Capodarco
  - 3e du Trophée Rigoberto Lamonica
- 2003
  - 4e étape de la Semaine cycliste lombarde
  - 2e de Chieti-Casalincontrado-Blockhaus
- 2006
  - 14e étape du Tour d'Italie
- 2007
  - 6e étape du Tour d'Italie
  - Grand Prix Nobili Rubinetterie
- 2009
  - 2e du Tour d'Estrémadure
  - 3e de la Vuelta a Antioquia
- 2010
  - 6e étape du Tour de Colombie[11]
  - 2e étape de la Clásica Nacional Marco Fidel Suárez
  -  Médaillé d'argent de la course en ligne aux Jeux sud-américains
  - 3e de la Subida al Naranco
- 2011
  - 3e du Tour des Apennins
  -  Médaillée de bronze de la course en ligne des championnats panaméricains
- 2014
  -  Médaillé d'argent de la course en ligne des Jeux sud-américains
- 2015
  - 12e étape du Tour de Colombie
  - 3e de la Vuelta al Tolima
  - 3e du Tour de Colombie
- 2016
  - 7e étape de la Vuelta a Chiriquí
- 2017
  - 6e étape du Clásico RCN

## Résultats sur lesgrands tours

### Tour d'Italie
7 participations
- 2002 : 31e du classement général.
- 2003 : 30e du classement général.
- 2004 : 15e du classement général.
- 2005 : 44e du classement général.
- 2006 : 49e du classement général et victoire dans la 14e étape
- 2007 : 36e du classement général et victoire dans la 6e étape.
- 2008 : 24e du classement général.

### Tour de France
Aucune participation.

### Tour d'Espagne
Aucune participation.

## Classements mondiaux
| Année            | 2005 | 2006 | 2007 | 2008 | 2009 | 2010 | 2011 | 2012 | 2013 | 2014 | 2015 | 2016 | 2017 |
| ---------------- | ---- | ---- | ---- | ---- | ---- | ---- | ---- | ---- | ---- | ---- | ---- | ---- | ---- |
| UCI America Tour | 79e  |      |      |      | 210e |      | 62e  | 393e | 142e | 110e | 97e  | 319e | 339e |
| UCI Europe Tour  | 878e | 187e | 106e | 496e | 272e | 416e | 472e |      |      |      |      |      |      |

## Résultats sur les championnats

### Jeux olympiques

#### Course en ligne
1 participation.
- 2004 : 36e au classement final[28].

### Championnats du monde professionnels

#### Course en ligne
4 participations.
- 2004 : 36e au classement final.
- 2005 : 121e au classement final.
- 2006 : Abandon.
- 2007 : Abandon.

| 2 participations. - Medellín 2010 - Médaillé d'argent de la course en ligne. - Santiago 2014 - Médaillé d'argent de la course en ligne. | - Bucaramanga 2000 - Médaillé de bronze de la course en ligne Espoirs. - Medellín 2001 - Médaillée d'or de la course en ligne Espoirs. - Medellín 2011 - Médaillé de bronze de la course en ligne. - Zacatecas 2013 - 11e de la course en ligne. - Puebla 2014 - 4e de la course en ligne |

### Jeux d'Amérique centrale et des Caraïbes
- Maracaibo 1998
  -  Médaillé de bronze de la poursuite par équipes[31].